# مورچه آتشین جنوبی
مورچه آتشین جنوبی (نام علمی: Solenopsis xyloni) نام یک گونه از سرده مورچه آتشین است.